# Алессано
Алессано (італ. Alessano, сиц. Alessanu) — муніципалітет в Італії, у регіоні Апулія,  провінція Лечче.
Алессано розташоване на відстані близько 540 км на південний схід від Рима, 190 км на південний схід від Барі, 55 км на південь від Лечче.
Населення — 6432 особи (2014).
Щорічний фестиваль відбувається останньої lunedì липня. Покровитель — святий Трифон.

## Демографія
Населення за роками:

Станом на 1 січня 2023 року в муніципалітеті офіційно проживали 162 іноземці з 37 країн, серед них 29 громадян країн Євросоюзу та 2 громадяни України.

## Сусідні муніципалітети
- Кастриньяно-дель-Капо
- Корсано
- Гальяно-дель-Капо
- Морчіано-ді-Леука
- Презічче
- Сальве
- Спеккія
- Тіджано
- Триказе